# Arnold Mitchell
Arnold Mitchell (Rotherham, 1 de diciembre de 1929 - Rotherham, 19 de octubre de 2014) fue un futbolista británico que jugaba en la demarcación de extremo.

## Biografía
En 1949 debutó como futbolista con el Derby County FC, donde jugó durante un año. Posteriormente jugó en el Nottingham Forest FC, con el que ganó la Football League Third Division South. Tras un breve paso por el Notts County FC, fichó por el Exeter City FC. Jugó en el club un total de 495 partidos, y marcó 44 goles. Además, en 1964 quedó en cuarta posición en la Football League Fourth Division, siendo promovido a la siguiente división. Después de fichar por el Taunton Town FC en 1966, se retiró como futbolista.
Falleció el 19 de octubre de 2014 a los 84 años de edad.

## Clubes
| Club                 | País       | Año         | Partidos | Goles |
| -------------------- | ---------- | ----------- | -------- | ----- |
| Derby County FC      | Inglaterra | 1949 - 1950 | ¿?       | ¿?    |
| Nottingham Forest FC | Inglaterra | 1950 - 1951 | ¿?       | ¿?    |
| Notts County FC      | Inglaterra | 1951 - 1952 | 1        | 0     |
| Exeter City FC       | Inglaterra | 1952 - 1966 | 495      | 44    |
| Taunton Town FC      | Inglaterra | 1966 - 1967 | ¿?       | ¿?    |

## Palmarés

### Campeonatos nacionales
| Título                               | Club                 | País       | Año  |
| ------------------------------------ | -------------------- | ---------- | ---- |
| Football League Third Division South | Nottingham Forest FC | Inglaterra | 1951 |